# Wskaźnik zadowolenia z życia

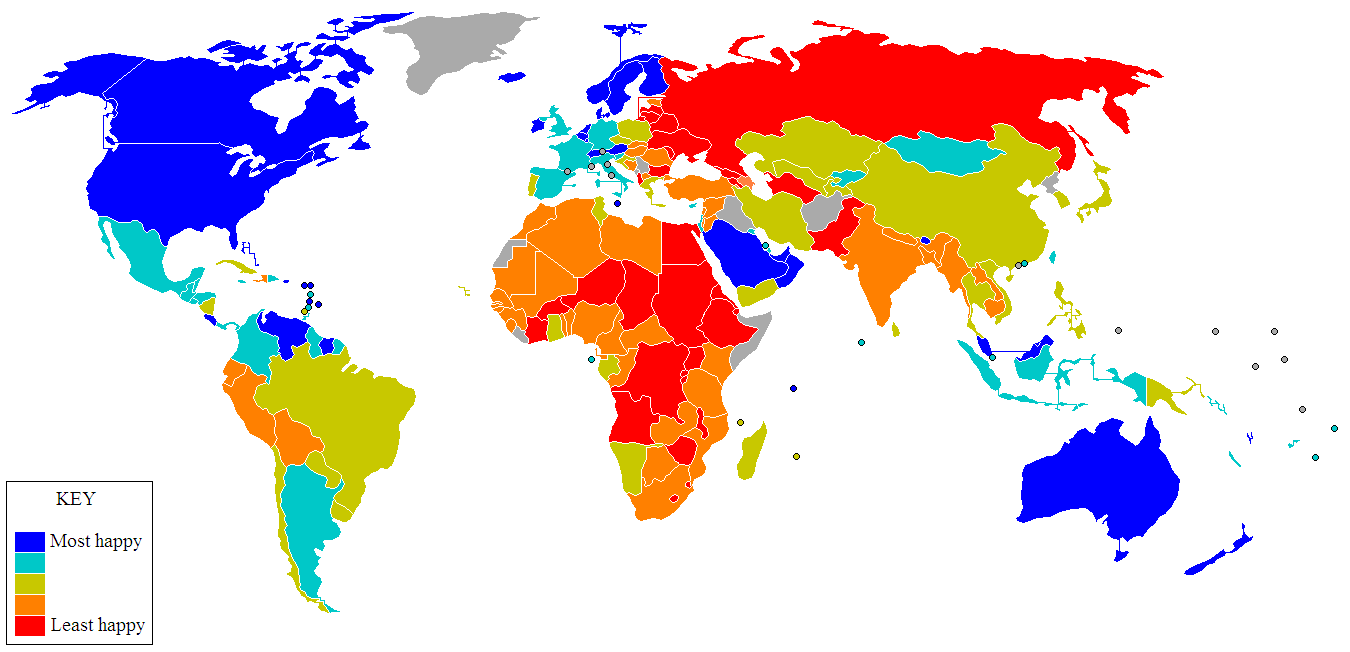
Poziom zadowolenia z życia na świecie

Wskaźnik zadowolenia z życia (ang. Satisfaction with Life Index, SLI) – wskaźnik makroekonomiczny opracowany przez psychologa Adriana G. White'a z Uniwersytetu w Leicester, mierzący w sposób bezpośredni poziom satysfakcji respondentów z życia. Podczas przeprowadzania tych badań, okazało się, że poziom odczuwanego zadowolenia z życia jest mocno skorelowany ze stanem zdrowia, zamożnością i dostępem do podstawowego wykształcenia. Według rankingu krajów, dokonanego w 2006 roku przy wykorzystaniu tego wskaźnika, krajem o najwyższym poziomie zadowolenia z życia była Dania. W 2015 r. Polska znajdowała się na 51 miejscu.